# Lac Georges (Papineau)
Le lac Georges est un lac d'eau douce situé dans la municipalité de Chénéville, administré par la municipalité régionale de comté de Papineau, dans la région administrative de l'Outaouais, au Québec, au Canada.

## Géographie
Ce lac est une extension du ruisseau Chénéville et alimente en eau un petit lac sans nom, situé juste au nord.
Il est situé a proximité de la rue Albert-Ferland au sud du lac.

## Toponymie
Le toponyme « Lac Georges » a été officialisé le 13 juin 1997 à la Commission de toponymie du Québec.
Ils faisaient anciennement partie des lacs Georges, qui étaient composés de celui-ci et d’un autre petit lac situé juste au nord. Ce dernier a ensuite été renommé en lac Georges, ce qui a fait en sorte que le petit lac au nord se retrouve sans nom, contrairement au lac Georges actuel.